# Kostel Nanebevzetí Panny Marie (Paříž)
Kostel Nanebevzetí Panny Marie (francouzsky Église Notre-Dame-de-l'Assomption) je katolický klasicistní kostel v 1. obvodu v Paříži, na rohu ulic Rue Saint-Honoré a Rue Cambon postavený v letech 1670–1676. V roce 1884 byl jako kostel zrušen. Dnes slouží polské církvi v Paříži.

## Historie
V 17. století získal dům na Rue Saint-Honoré, který patřil jezuitům, řád Sester Nanebevzetí Panny Marie. Ten zahájil stavbu kostela v roce 1670 a v roce 1676 byl kostel vysvěcen.

## Architektura
Autorem stavby je architekt Charles Errard (1606–1689). Čelní fasáda je tvořena sloupovím se šesti korintskými sloupy nesoucí trojúhelníkovitý fronton.
Kostel tvoří okrouhlou rotundu o průměru 24 metrů s jednoduchými pilastry ve spodní části. Stavba je zakončená kopulí, pod níž se střídá osm oken a osm venkovních výklenků se sochami.
Na stropu kopule se nachází freska Nanebevzetí, jímž autorem je malíř Charles de La Fosse (1636–1716).